# Teatro Lirico di Cagliari

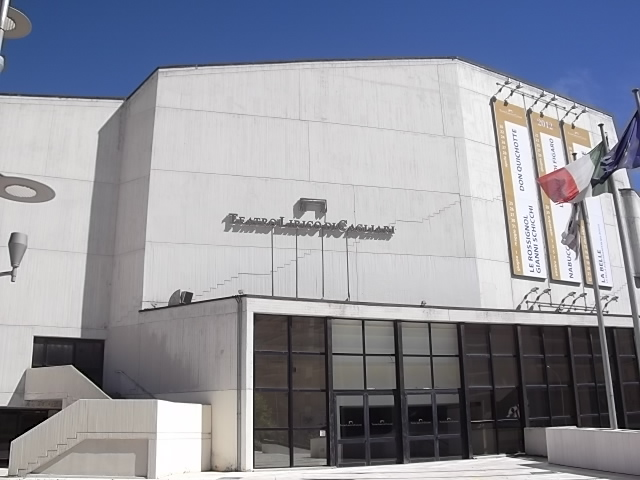
Teatro lirico di Cagliari

Das Teatro Lirico di Cagliari ist ein 1993 eröffnetes Opernhaus in Cagliari (Sardinien).

## Geschichte und Architektur
Das Gebäude ersetzt das während des Zweiten Weltkriegs zerstörte Teatro Civico. Die Ausschreibung des Architekturwettbewerbs gewannen mit ihrem Entwurf die bergamesischen Architekten Luciano Galmozzi, Pierfrancesco Ginoulhiac und Teresa Ginoulhiac Arslan. Das Haus weist eine Kapazität für 1628 Besucher auf.
2001 errang die Institution den Franco-Abbiati-Preis der italienischen Musikkritiker wegen des innovativen Charakters und der Qualität seines Programmes.
Das Haus konzentrierte sich Zeit seines Bestehens auf italienische Erstaufführungen rarer Opern wie Die Feen von Wagner (1998), Dalibor von Smetana (1999), Pantöffelchen von Tschaikowski (2000), Die ägyptische Helena von Strauss (2001), Goyescas von Granados und La vida breve von de Falla (2001), Euryanthe von Weber (2002), A Village Romeo and Juliet von Delius (2002), Der Opritschnik von Tschaikowski (2003), Alfonso und Estrella von Schubert (2004), Hans Heiling von Marschner (2004), Oedipe von Enescu (2005), Chérubin von Massenet (2006), Die Vögel von Braunfels (2007), Die Legende von der unsichtbaren Stadt Kitesch und von der Jungfrau Fewronija von Rimskij-Korsakov (2008).
Seit einigen Jahren spielt das Teatro Lirico jedoch primär das auch an anderen Häusern übliche Repertoire.